# وویین لازارویچ
وویین لازارویچ (انگلیسی: Vojin Lazarević؛ زادهٔ ۲۲ فوریهٔ ۱۹۴۲) بازیکن فوتبال اهل یوگسلاوی بود.
از باشگاه‌هایی که در آن بازی کرده‌است می‌توان به باشگاه فوتبال نانسی، باشگاه فوتبال ستاره سرخ بلگراد، و باشگاه فوتبال سوتیسکا نیکشیچ اشاره کرد.
وی همچنین در تیم ملی فوتبال یوگسلاوی بازی کرده‌است.